# Il ladro di merendine
Il ladro di merendine è un romanzo di Andrea Camilleri, pubblicato nel 1996, dalla casa editrice Sellerio.
È il terzo romanzo della serie incentrata sulle avventure del commissario Montalbano, dopo La forma dell'acqua e Il cane di terracotta. 
Da esso è stato tratto anche l'omonimo film TV, trasmesso dalla Rai nel 1999, con Luca Zingaretti nella parte del commissario.

## Trama
A Vigata, paese immaginario della Sicilia, si susseguono una serie di eventi: nella notte un peschereccio di Mazara del Vallo, il "Santopadre", viene intercettato e mitragliato, apparentemente in acque internazionali, da una motovedetta tunisina. I colpi esplosi uccidono un marinaio tunisino che si trovava a bordo dell'imbarcazione italiana. Sempre nella stessa giornata avviene l'assassinio dell'ex commerciante Aurelio Lapecora, accoltellato in un ascensore, e la misteriosa scomparsa di Karima Moussa, una bellissima donna delle pulizie tunisina.
Montalbano scopre che la ragazza lavorava anche nell'ufficio del commerciante assassinato di cui era l'amante e che questa aveva un figlio, François, anch'esso scomparso.
Grazie all'aiuto dell'anziana Aisha, una conoscente di Karima, Montalbano ritrova anche un libretto di risparmio di proprietà della ragazza con depositati trecento milioni di lire, una somma troppo alta per una giovane immigrata che avrebbe dovuto avere solo quanto le proveniva dal suo umile lavoro.
Mentre torna in commissariato dalla visita alla casa di Karima, Montalbano vede davanti a una scuola elementare un gruppetto di madri che si lamentano con un vigile di alcuni furti di merendine, di cui accusano un piccolo extracomunitario. Montalbano intuisce che si tratta di François: appostandosi insieme alla fidanzata Livia e ai suoi uomini, riesce ad acciuffare il piccolo tunisino che si era rifugiato in una casa abbandonata.
Livia, nel tranquillizzare il bambino portato in casa da Montalbano per proteggerlo, sentirà nascere in sé il proprio istinto materno e il desiderio di formare con Salvo un'unione più intensa, adottando il bambino.
Il commissario aderirà al progetto di Livia ma nel frattempo le indagini si complicano perché ci mettono lo zampino i servizi segreti nella viscida figura del colonnello Lohengrin Pera...

## La famiglia di Montalbano
Ne Il ladro di merendine Montalbano viene a sapere da un collaboratore dell'azienda vinicola del padre che questi sta morendo di cancro. 
Il commissario aveva già perso da piccolo la madre ed è a François, il bambino che ha avuto la madre assassinata, che confida quanto dolore anche lui abbia provato: «Gli confidò cose che mai aveva detto a nessuno, manco a Livia. Il pianto sconsolato di certe notti, con la testa sotto il cuscino perché suo padre non lo sentisse; la disperazione mattutina quando sapeva che non c'era sua madre in cucina a preparargli la colazione o, qualche anno dopo, la merendina per la scuola. Ed è una mancanza che non viene mai più colmata, te la porti appresso fino in punto di morte.» (op. cit. pag. 155)
Il padre, attento e sollecito, gli aveva fatto anche da madre e, rispettoso della vita del figlio, aveva voluto aspettare per risposarsi che questi si laureasse e diventasse autonomo. Montalbano non aveva preso bene la decisione del padre di risposarsi e si era quasi del tutto allontanato da lui «forse c'era stata... una quasi totale mancanza di comunicazione, non riuscivano mai a trovare le parole giuste per esprimere vicendevolmente i loro sentimenti...» (op. cit. pag. 204).
I due però continuavano a volersi, sia pure da lontano, molto bene. 
Il padre, che vive lontano da Vigata, rimasto vedovo della seconda moglie, colleziona gli articoli di giornale che scrivono dei successi investigativi del figlio e quando il commissario è stato ferito, gli è stato vicino telefonandogli ed è andato una volta a visitarlo in ospedale. E ogni tanto arriva in commissariato una cassetta del suo buon vino.
Durante l'indagine Montalbano riceve una lettera da un socio dell'azienda vinicola del padre che gli dà notizia che questi è da tempo gravemente ammalato di un tumore e che, sebbene consapevole della sua morte imminente, non ha voluto far sapere niente al figlio per risparmiargli lo strazio della sua sofferenza. Montalbano arriverà nell'ospedale dov'è ricoverato il padre quando questi è ormai morto e si rimprovererà amaramente del suo egoismo poiché, pur avendone intuito il malessere, ha come voluto inconsciamente ignorarlo.

## Edizioni
- Andrea Camilleri, Il ladro di merendine, Ventesima ed., collana La memoria, Sellerio, 2000,  pp. 247, cap. 20, ISBN 88-389-1319-6.